# Ross Dwelley
Ross Dwelley (geboren am 26. Januar 1995 in Sonora, Kalifornien) ist ein US-amerikanischer American-Football-Spieler auf der Position des Tight Ends, welcher derzeit bei den San Francisco 49ers in der National Football League (NFL) unter Vertrag steht, für die er schon zwischen 2018 und 2023 auflief. Er spielte College Football für San Diego und nach seiner Zeit bei den 49ers für die Atlanta Falcons.

## Frühe Jahre und College
Dwelley besuchte die Oak Ridge High School in El Dorado Hills, Kalifornien und spielte dort neben American Football auch Baseball. In den ersten beiden Saisons spielte er noch als Quarterback. Vor seinem dritten Jahr entschied er, dass er sich auf Baseball fokussieren wollte. Vor seiner letzten Saison wurde er vom Head Coach des Football-Teams überzeugt, wieder zum Football zurückzukommen. Er vollzog einen Positionswechsel auf Tight End und wurde für seine Leistungen als der Offensive MVP des Teams ausgezeichnet. Dwelley entschied danach, für die San Diego Toreros College Football zu spielen.
In seinem ersten Jahr nahm Dwelley ein Redshirt. Sowohl in seiner Sophomore als auch Junior Saison wurde er in das Second-Team All-PFL gewählt, nachdem er jeweils die meisten Bälle seines eigenen Teams fangen konnte. In seiner letzten Saison konnte er mit zehn Touchdowns die meisten Touchdowns als Tight End in der FCS fangen, obwohl er zwei Spiele verletzungsbedingt verpasste. Nach der Saison wurde in das First-Team All-PFL gewählt.

## NFL
Nachdem Dwelley beim NFL Draft 2018 nicht ausgewählt worden war, nahmen ihn die San Francisco 49ers am 30. April 2018 als Undrafted Free Agent unter Vertrag.
Im Rahmen der finalen Kaderverkleinerung wurde er entlassen und am nächsten Tag direkt in das Practice Squad der 49ers aufgenommen. Am 15. Oktober 2018 wurde er in den aktiven Kader der 49ers befördert und machte sein erstes Spiel gegen die Green Bay Packers, welches die 49ers knapp mit 30:33 verloren. Drei Wochen später konnte er beim 34:3-Sieg gegen die Oakland Raiders seinen ersten Ball fangen.
Am 13. Oktober 2019 startete er sein erstes Spiel gegen die Los Angeles Rams. Dort startete er als Fullback, nachdem der eigentliche Starter Kyle Juszczyk verletzungsbedingt das Spiel verpasste. In Woche 11 konnte er beim 36:26-Sieg gegen die Arizona Cardinals seine ersten beiden Touchdowns in der NFL fangen. Mit ihm konnten die 49ers den Super Bowl LIV erreichen, welchen sie aber mit 20:31 gegen die Kansas City Chiefs verloren.
Am 24. März 2020 unterschrieb er einen Vertragsverlängerung über ein Jahr und 750.000 US-Dollar mit den 49ers. In der Saison 2020 spielte er in allen sechzehn Spielen, von denen er in neun Spielen startete, und konnte 19 Pässe für 245 Yards und einen Touchdown fangen.
Am 5. März 2021 verlängerte er seinen Vertrag um ein Jahr über 1,6 Millionen US-Dollar mit den 49ers. In der Saison wurde er vormalig in den Special Teams eingesetzt, nur während der Verletzung von George Kittle spielte er mehr Snaps in der Offense. Mit den 49ers erreichte er das NFC Championship Game, welches sie mit 17:20 gegen die Los Angeles Rams verloren.
Am 29. März 2022 unterschrieb er einen neuen Einjahresvertrag bei den San Francisco 49ers. Am 20. März 2023 verlängerte er seinen Vertrag wieder für ein Jahr und erreichte mit den 49ers den Super Bowl LVIII, welchen sie mit 22:25 gegen die Kansas City Chiefs verloren.
Im Mai 2024 nahmen die Atlanta Falcons Dwelley unter Vertrag., wechselte jedoch ein Jahr später wieder zurück zu den San Francisco 49ers, bei denen er am 2. Mai 2025 einen Einjahresvertrag unterschrieb.

## Statistiken

### Regular Season
| Saison   | Team     | Spiele | Spiele | Passspiel | Passspiel | Passspiel | Passspiel | Passspiel |
| Saison   | Team     | GP     | GS     | Rec       | Yds       | Avg       | Lng       | TD        |
| -------- | -------- | ------ | ------ | --------- | --------- | --------- | --------- | --------- |
| 2018     | SF       | 11     | 0      | 2         | 14        | 7,0       | 8         | 0         |
| 2019     | SF       | 16     | 6      | 15        | 91        | 6,1       | 25        | 2         |
| 2020     | SF       | 16     | 9      | 19        | 245       | 12,9      | 36        | 1         |
| 2021     | SF       | 17     | 2      | 4         | 51        | 12,8      | 21        | 1         |
| 2022     | SF       | 12     | 0      | 3         | 105       | 35,0      | 56        | 1         |
| 2023     | SF       | 12     | 0      | 1         | 12        | 12,0      | 12        | 0         |
| 2024     | ATL      | 17     | 0      | 1         | 5         | 5,0       | 5         | 0         |
| Karriere | Karriere | 101    | 17     | 45        | 523       | 11,6      | 56        | 5         |

### Play-offs
| Saison   | Team     | Spiele | Spiele | Passspiel | Passspiel | Passspiel | Passspiel | Passspiel |
| Saison   | Team     | GP     | GS     | Rec       | Yds       | Avg       | Lng       | TD        |
| -------- | -------- | ------ | ------ | --------- | --------- | --------- | --------- | --------- |
| 2019     | SF       | 3      | 0      | 0         | 0         | 0         | 0         | 0         |
| 2021     | SF       | 3      | 0      | 0         | 0         | 0         | 0         | 0         |
| 2022     | SF       | 1      | 0      | 0         | 0         | 0         | 0         | 0         |
| Karriere | Karriere | 7      | 0      | 0         | 0         | 0         | 0         | 0         |